# Protoribates robustior
Protoribates robustior är en kvalsterart som först beskrevs av Arthur P. Jacot 1937.  Protoribates robustior ingår i släktet Protoribates och familjen Protoribatidae. Inga underarter finns listade i Catalogue of Life.